# Custer of the West
Custer of the West is een Amerikaanse western uit 1967 onder regie van Robert Siodmak. De film werd destijds in Nederland uitgebracht onder de titel Generaal Custers laatste opdracht.

## Verhaal
Aan het einde van de Amerikaanse Burgeroorlog krijgt generaal Custer de opdracht om de Cheyenne onder de knoet te houden. Hij en zijn mannen lijden zware verliezen tijdens de slag bij de Little Bighorn.

## Rolverdeling
| Acteur            | Personage                        |
| ----------------- | -------------------------------- |
| Robert Shaw       | Generaal George Armstrong Custer |
| Mary Ure          | Elizabeth Custer                 |
| Ty Hardin         | Majoor Marcus Reno               |
| Jeffrey Hunter    | Kapitein Benteen                 |
| Lawrence Tierney  | Generaal Philip Sheridan         |
| Kieron Moore      | Sitting Bull                     |
| Robert Ryan       | Sergeant Mulligan                |
| Charles Stalnaker | Luitenant Howells                |
| Robert Hall       | Sergeant Buckley                 |
| Marc Lawrence     | Goudzoeker                       |